# Dúshely
Dúshely (horvátul: Dunjkovec) falu Horvátországban, Muraköz megyében. Közigazgatásilag Drávavásárhelyhez tartozik.

## Fekvése
Csáktornyától 3 km-re nyugatra, központjától Drávavásárhelytől 1 km-re északra, a szomszédos Drávaóhíddal egybeépülve fekszik.

## Története
Rudolf Horvatnak a Muraköz történetéről szóló műve szerint a település már 1259-ben szerepel írott forrásban, ezzel a község legrégibb településének számít. 1477-ben "Domkowecz" alakban egy muraközi köznemes nevében említik.
1869 és 1890 között Drávavásárhely része volt. 1920 előtt Zala vármegye Csáktornyai járásához tartozott. 1941 és 1944 között ismét Magyarország része volt. 2001-ben 912 lakosa volt.

## Nevezetességei
Munkás Szent József tiszteletére szentélt kápolnája 1974-ben épült.